# 文蔚乡
文蔚乡，是中华人民共和国湖南省常德市汉寿县下辖的一个乡镇级行政单位。

## 行政区划
文蔚乡下辖以下地区：
易兴村、文蔚村、汀头村、饶家坝村、合兴村、曙光村、杨柳村、永光村、明光村、维新村、毛家渡村、毛家铺村、西脑村、农科村和华光村。